# بلة المستجدة
قرية بلة المستجدة هي إحدى القرى التابعة لمركز بني مزار بمحافظة المنيا في جمهورية مصر العربية. حسب إحصاءات سنة 2006، بلغ إجمالي السكان في بلة المستجدة 3698 نسمة، منهم 1821 رجلا و1877 امرأة.